# Irmãos Russo
Anthony Russo e Joseph V. Russo, também conhecidos como Irmãos Russo, são diretores de cinema e televisão americanos. Os dois fazem a maior parte de seu trabalho em conjunto, e também, ocasionalmente, trabalham como roteiristas, atores e editores. Dirigiram a segunda maior bilheteria mundial.
Os irmãos dirigiram o filme de super-herói Captain America: The Winter Soldier (2014), e sua sequência Capitão América: Guerra Civil (2016), além dos filmes Avengers: Infinity War e Avengers: Endgame. Eles venceram um Emmy Award por seu trabalho na série de comédia Arrested Development.

## Biografia
Anthony e Joe Russo foram criados em Cleveland, Ohio, e frequentaram a escola Benedictine High School. Eles eram estudantes de pós-graduação na Case Western Reserve University quando começaram a dirigir, escrever, e produzir seu primeiro longa, Pieces. Eles finaciaram o filme através de empréstimos de alunos e cartões de crédito.

## Filmografia
| Ano  | Filme                               | Diretores | Roteiristas | Produtores |
| ---- | ----------------------------------- | --------- | ----------- | ---------- |
| 2002 | Welcome to Collinwood               | Sim       | Sim         | Não        |
| 2006 | You, Me and Dupree                  | Sim       | Não         | Não        |
| 2013 | A Merry Friggin' Christmas          | Não       | Não         | Sim        |
| 2014 | Capitão América: O Soldado Invernal | Sim       | Não         | Não        |
| 2016 | Capitão América: Guerra Civil       | Sim       | Não         | Não        |
| 2018 | Vingadores: Guerra Infinita         | Sim       | Não         | Não        |
| 2019 | Vingadores: Ultimato                | Sim       | Não         | Não        |
| 2020 | Resgate                             | Não       | Sim         | Sim        |
| 2021 | Cherry - Inocência Perdida          | Sim       | Não         | Sim        |
| 2022 | The Gray Man                        | Sim       | Apenas Joe  | Sim        |
| 2024 | The Electric State                  | Sim       | Não         | Sim        |
| 2026 | Avengers: Doomsday                  | Sim       | Não         | Pendente   |
| 2027 | Avengers: Secret Wars               | Sim       | Não         | Pendente   |

| Ano  | Título             | Crédito(s)                       |
| ---- | ------------------ | -------------------------------- |
| 2002 | The Kiss           | Diretores Produtores Roteiristas |
| 2006 | No. 6              | Produtor (Joe somente)           |
| 2008 | Square One         | Roteirista (Anthony somente)     |
| 2008 | Carfuckers         | Diretores                        |
| 2009 | Donkey Punch       | Produtor (Anthony somente)       |
| 2012 | Leader of the Pack | Produtores                       |

| Ano     | Programa                                         | Episódio(s) | Crédito(s)                                                |
| ------- | ------------------------------------------------ | --- | --------------------------------------------------------- |
| 2003    | Lucky                                            | "Calling Dr. Con" | Diretores                                                 |
| 2003–05 | Arrested Development                             | Os dois: "Pilot" Anthony somente: "Top Banana", "Key Decisions", "The Immaculate Election", "Spring Breakout" Joe somente: "Bringing Up Buster", "In God We Trust", "Pier Pressure", "Marta Complex", "Shock and Aww", "Missing Kitty", "Hand to God", "Motherboy XXX", "Meet the Veals" | Diretores                                                 |
| 2004    | LAX                                              | "Pilot" | Diretores                                                 |
| 2004–05 | LAX                                              | Todos os episódios | Co-produtores executivos                                  |
| 2006    | Secrets of a Small Town                          | Piloto de teste para a ABC | Produtores executivos                                     |
| 2006    | What About Brian                                 | "Pilot" | Diretores                                                 |
| 2006–07 | What About Brian                                 | Todos os episódios | Produtores executivos                                     |
| 2007–08 | Carpoolers                                       | Os dois: "Pilot" Anthony somente: "The Code", "The Recital" Joe somente: "Laird of the Rings", "What Would You Do?", "Down for the Count", "The Seminar", "A Divorce to Remember", "The Handsomest Man", "Lost in America" | Diretores                                                 |
| 2007–08 | Carpoolers                                       | Todos os episódios | Produtores executivos                                     |
| 2008    | Courtroom K                                      | Piloto de teste para a FOX | Diretores                                                 |
| 2009    | Untitled Family Pilot                            | Piloto de teste para a NBC | Diretores                                                 |
| 2009    | Comedy Showcase                                  | "The Increasingly Poor Decisions of Todd Margaret" | Diretores                                                 |
| 2009–14 | Community                                        | Os dois: Pilot Anthony somente: "Introduction to Film", "Social Psychology", "Home Economics", "The Politics of Human Sexuality", "Physical Education", "Beginner Pottery", "The Psychology of Letting Go", "Basic Rocket Science", "Asian Population Studies", "Custody Law and Eastern European Diplomacy", "Biology 101", "Competitive Ecology", "Foosball and Nocturnal Vigilantism" Joe somente: "Spanish 101", "Advanced Criminal Law", "Football, Feminism and You", "Debate 109", "Investigative Journalism", "Romantic Expressionism", "Pascal's Triangle Revisited", "Anthropology 101", "Accounting for Lawyers", "Cooperative Calligraphy", "Advanced Dungeons & Dragons", "Intermediate Documentary Filmmaking", "Competitive Wine Tasting", "A Fistful of Paintballs", "Geography of Global Conflict", "Advanced Gay", "Documentary Filmmaking: Redux", "Geothermal Escapism", "Advanced Advanced Dungeons & Dragons" | Diretores                                                 |
| 2009–14 | Community                                        | Da primeira à terceira temporada; quinta temporada. | Produtores executivos; Na quinta temporada, só diretores. |
| 2010    | Running Wilde                                    | "Pilot" | Diretores Produtores executivos                           |
| 2010    | The Increasingly Poor Decisions of Todd Margaret | "In Which Claims are Made and a Journey Ensues" (piloto original de Comedy Showcase, com algumas refilmagens.) | Diretores                                                 |
| 2011    | The Council of Dads                              | Piloto para a FOX | Diretores                                                 |
| 2011–12 | Happy Endings                                    | Os dois: "Pilot" Anthony somente: "Barefoot Pedaler", "Blax, Snake, Home", "Secrets and Limos" Joe somente: "Bo Fight", "Yesandwitch", "The St. Valentine's Day Massacre" | Diretores                                                 |
| 2011–12 | Happy Endings                                    | Primeira e segunda temporada | Produtores executivos                                     |
| 2011–12 | Up All Night                                     | Joe somente: "Cool Neighbors", "Working Late and Working It", "Day After Valentine's Day" | Diretores                                                 |
| 2012    | Animal Practice                                  | Os dois: "Pilot" Anthony somente: "Clean-Smelling Pirate" | Diretores                                                 |
| 2012    | Animal Practice                                  | Todos os episódios | Produtores executivos                                     |
| 2015    | Agent Carter                                     | Joe somente: "Bridge and Tunnel" |                                                           |
| 2019    | Deadly Class                                     | |                                                           |

## Recepção
Filmes dirigidos
| Filme                               | Rotten Tomatoes | Orçamento    | Bilheteria     |
| ----------------------------------- | --------------- | ------------ | -------------- |
| Welcome to Collinwood               | 55%             | $12 milhões  | $336,620       |
| You, Me and Dupree                  | 20%             | $54 milhões  | $130.4 milhões |
| Captain America: The Winter Soldier | 90%             | $177 milhões | $714.3 milhões |
| Capitão América: Guerra Civil       | 90%             | $250 milhões | $1.153 bilhões |
| Vingadores: Guerra Infinita         | 85%             | $316 milhões | $2.046 bilhões |
| Vingadores: Ultimato                | 94%             | $356 milhões | $2.798 bilhões |